# Joos de Beer
Joos de Beer (Utrecht, geboortejaar onbekend - Utrecht, 1591) was een Nederlands kunstschilder.
Over de Utrechtse schilder Joos de Beer is eigenlijk vrijwel niets bekend, en ook zijn er geen schilderijen die met zekerheid aan hem kunnen worden toegeschreven. Hij is in Antwerpen in de leer geweest bij Frans Floris. Carel van Mander noemt hem een een gemeen Schilder (een alledaags schilder), en zijn belang ligt uitsluitend in het feit dat hij de leermeester schijnt te zijn geweest van Abraham Bloemaert en Joachim Wtewael. 
Samen met de eveneens door Frans Floris opgeleide Anthonie van Blocklandt zal Joos de Beer zodoende verantwoordelijk zijn geweest voor de maniëristische richting die de Utrechtse schilders rond 1590 insloegen.

## Persoonlijk
Hij is de grootvader van María Eugenia de Beer.